# Conus patae
Conus patae is een in zee levende slakkensoort uit het geslacht Conus. De slak behoort tot de familie Conidae. Conus patae werd in 1971 beschreven door Abbott. Als alle soorten binnen het geslacht Conus zijn deze slakken roofzuchtig en giftig. Ze bezitten een harpoenachtige structuur waarmee ze hun prooi kunnen steken en verlammen.